# Europejska Nagroda Filmowa za osiągnięcia w światowej kinematografii
Europejska Nagroda Filmowa za osiągnięcia w światowej kinematografii przyznawana jest od 1997 roku.
Dotychczasowi zwycięzcy:
- 1997 –  Miloš Forman
- 1998 –  Stellan Skarsgård
- 1999 –  Antonio Banderas i  Roman Polański
- 2000 –  Jean Reno i  Roberto Benigni
- 2001 –  Ewan McGregor
- 2002 –  Victoria Abril
- 2003 –  Carlo Di Palma
- 2004 –  Liv Ullmann
- 2005 –  Maurice Jarre
- 2006 –  Jeremy Thomas
- 2007 –  Michael Ballhaus
- 2008 –  Søren Kragh-Jacobsen, Kristian Levring, Lars von Trier i Thomas Vinterberg
- 2009 –  Isabelle Huppert[1]
- 2010 –  Gabriel Yared[2]
- 2011 –  Mads Mikkelsen
- 2012 –  Helen Mirren
- 2013 –  Pedro Almodóvar
- 2014 –  Steve McQueen
- 2015 –  Christoph Waltz
- 2016 –  Pierce Brosnan
- 2017 –  Julie Delpy
- 2018 –  Ralph Fiennes
- 2019 –  Juliette Binoche
- 2021 –  Susanne Bier
- 2022 –  Elia Suleiman
- 2023 –  Isabel Coixet[3]
- 2024 –  Isabella Rossellini